# Partner (1968)
Partner ist ein Avantgarde-Film des Filmregisseurs Bernardo Bertolucci, der auf dem Roman Der Doppelgänger (1846) von Fjodor Dostojewski basiert. Er gilt als typischer 1968er-Film und fand bei Kritik und Publikum kaum Anerkennung.
Seine Wahl des Dostojewski-Stoffes erklärte Bertolucci damit, dass er nach mehreren abgelehnten eigenen Drehbüchern keine Kraft mehr hatte, ein neues zu verfassen und auf die Anfrage eines Produzenten hin nach dem ersten Buch auf seinem Nachttisch gegriffen habe. Dostojewskis Buch bildet einen Ausgangspunkt, doch nur ansatzweise ist in Partner überhaupt eine Handlung erkennbar. Manche Autoren meinen, man brauche sie gar nicht zu verstehen. Die Hauptfigur Giacobbe imitiert die Gestik von Nosferatu (1922) und tötet in einem eigenartig beleuchteten Raum einen Klavierspieler. Bedient wird er von seinem Vermieter Petruschka. Er sucht Einlass im Haus seiner Angebeteten und wird abgewiesen. Es taucht ein Doppelgänger auf, wobei in der Folge dieser und das Original für die Zuschauer oft nicht zu unterscheiden sind. Als er an einem Fest in besagtem Haus die Frau mit einem Tanz amüsiert, wird er hinausgeworfen. Er erwürgt seine Angehimmelte nach einer Busfahrt durch Rom, lehrt seine Klasse Theater und fordert diese zu einer Revolution, zu einer radikalen Neukonzeption des Theaters auf. Schließlich tötet er eine junge Frau, die von Tür zu Tür Waschmittel und sich selbst verkauft.
Nebst dem Kampf der Hauptfigur mit seinen Ängsten und Wünschen, mit Teilen seiner Persönlichkeit äußert Partner Kritik an Konsum und Werbung. Einen großen Raum nehmen auch ultralinke Positionen ein, die nordvietnamesische Flagge kommt öfter prominent ins Bild, und Giacobbe gibt eine Anleitung zur Herstellung eines Molotow-Cocktails. Behandelt werden auch Theorien des Theaterkünstlers Antonin Artaud. „Das Theater der Grausamkeit, zu Ende gedacht - ist es nicht die Revolution?“
Von allen Filmen Bertoluccis ist bei Partner der größte Einfluss von Godards Stil festzustellen. Die Bücherstapel zum Beispiel sind Godards im Jahr zuvor entstandener Chinesin abgeschaut. Partner sei so stark von Godard'schen Motiven geprägt, dass Bertoluccis einzigartige Handschrift vollkommen ausgelöscht werde.
Als Bertolucci Partner in Angriff nehmen konnte, lagen vier Jahre ohne Spielfilmproduktion hinter ihm, die ihm unerträglich schienen, während Godard mehrere Filme pro Jahr abdrehen konnte. Die in vier Jahren angestauten Theoriegebäude und Hirngespinste ergossen sich in Partner, der so seiner Meinung nach zu seinem unnatürlichsten Film geworden sei. „Partner war eine als Krankheit durchlebte Erfahrung, ein völlig neurotischer Film, krank und schizophren“, wohingegen 1900 ein gesunder Film sei. „Hinter unseren Filmen versteckte sich der Sadismus eines Kinos, das den Zuschauer zwang, sich von seiner Gefühlswelt abzuschneiden. Es wollte ihn um jeden Preis zwingen, nachzudenken (...) Aber die masochistische Haltung, Dinge zu tun, die keiner sehen wollte, Filme zu inszenieren, denen sich das Publikum verweigerte, bestand ebenfalls. Der Umstand, dass wir Angst vor einer erwachsenen Beziehung zum Publikum hatten, ließ uns Zuflucht suchen in einem perversen und infantilen Kino. Unter diesem Gesichtspunkt ist Partner wirklich eine Art Manifest des 1968er-Kinos.“ Ursache sei ein übers Ziel schießendes, falsches Verständnis von Brechts Verfremdungsdramaturgie, eine Abwendung von der Magie des Kinos. In Partner ist Bertoluccis Bewunderung von Godard noch ungetrübt. Zwar setzte sich Bertolucci auch nach Partner im Großen Irrtum, dem Letzten Tango in Paris und der Tragödie eines lächerlichen Mannes mit Godard auseinander, doch nahm er eine distanziertere, teils angriffige Sicht ein.
Viele Kritiker sehen, ob vom Film überzeugt oder nicht, in ihm einen Ausdruck der Zeit. Sie erkannten auch seine antikommerzielle Absicht. Partner war alles andere als populär, und dabei müsste, so Bertolucci, bei politischen Filmen das Ziel sein, dass sie populär sind. Partner wolle „von Dingen überzeugen, die nicht überzeugend sind“. Dietrich Kuhlbrodt, der eine Weile in einer politischen Randgruppe gelebt hat, urteilt: „Mit diesen Wucherungen, Wurzelbildungen, Geflechten, Täuschungen und Wahngebilden ist Partner heute für uns das Dokument geworden, das es 1968 schon war, als es das Scheitern der akademischen Revolution belegte, während sie noch im Schwange war. Bertoluccis Partner ist der Dokumentarfilm über die Bertoluccis, die unsere Partner waren.“ Das Lexikon des internationalen Films sieht den Film „kompliziert strukturiert, mit aggressiver Gesellschaftskritik aufgeladen.“